# Campichoetidae
Campichoetidae Griffiths, 1972, è una piccola famiglia di insetti dell'ordine dei Ditteri (Brachycera: Cyclorrhapha: Acalyptratae). L'identità di questa famiglia non è pienamente condivisa, in quanto alcune fonti, a tutt'oggi, sostengono la collocazione storica di questi ditteri nei Diastatidae.

## Descrizione

### Adulto
Gli adulti sono moscerini simili, insieme ai Diastatidae, alle più familiari drosofile. Hanno corpo di piccole dimensioni, lungo 2-4 mm, di forma compatta e con livrea di tonalità scure, con pigmentazioni varie secondo la specie.
Il capo presenta triangolo frontale meno evidente rispetto ai Diastatidae, comprendente il triangolo ocellare. La chetotassi, simile a quella dei Diastatidae, è composta da setole lunghe e robuste. Le setole fronto-orbitali sono rappresentate da due o tre paia di orbitali differenziate nello sviluppo o nell'inclinazione: in tutta la famiglia è presente un paio di orbitali lunghe e proclinate e, più internamente e posteriormente, un paio di setole lunghe e reclinate; in Campichoeta è presente anche un terzo paio di setole brevi e reclinate, disposte anteriormente rispetto alle altre. La regione postfrontale presenta due paia di setole verticali robuste, le esterne divergenti e le interne più lunghe e convergenti, un paio di ocellari lunghe e proclinate e un paio di postocellari incrociate. La chetotassi cefalica è completata da brevi setole postoculari e genuali e da un paio di robuste vibrisse. Le antenne sono relativamente brevi, di tipo aristato, inclinate verso il basso. Hanno scapo e pedicello piuttosto ridotti, primo flagellomero oblungo, con apice tronco, arista relativamente lunga, rivestita da due serie di peli molto brevi. L'apparato boccale, di tipo lambente-succhiante, non presenta caratteristiche di rilievo.
Il torace è moderatamente convesso e presenta una chetotassi simile a quella dei Diastatidae. Il mesoscuto e i calli omerali sono ricoperti da numerosi peli radi, disposti su file regolari, ai si aggiungono le setole lunghe e robuste: per ogni lato sono presenti due setole dorsocentrali, una acrosticale prescutellare, due scutellari, una omerale, due notopleurali, due sopralari (una presuturale e una postsuturale), due postalari. Le pleure sono glabre, ad eccezione dell'episterno ventrale: questo è provvisto di due setole dirette verso l'alto, quella anteriore più breve e situata a metà del margine superiore, quella posteriore posizionata a metà del margine posteriore. A differenza dei Diastatidae, l'episterno dorsale è glabro e non presenta setole. Le zampe sono relativamente brevi e presentano una diffusa pubescenza. Fra gli annessi tricoidei particolari si evidenziano una o più setole sulle coxe e una o più setole dorso-apicali su tutte le tibie. Sui femori anteriori è presente una fila ventrale di processi spinosi in entrambi i sessi, mentre sono del tutto assenti formazioni simili nei femori posteriori dei maschi, contrariamente a quanto si rileva nei Diastatidae.
Le ali sono relativamente ampie, con lobo anale e alula di maggior sviluppo rispetto ai Diastatidae. La costa si estende fino alla terminazione della media e presenta solo la frattura subcostale. La subcosta è completa ma con tratto terminale debole e confuso con il ramo anteriore della radio. La radio si divide in tre rami, con ramo anteriore breve e rami del settore radiale lunghi, la media è indivisa e la cubito divisa in due rami. Di questi, il ramo CuA2 è breve e angolato e confluisce sulla prima anale. Vena A1+CuA2 breve e incompleta. Vene radio-mediale (rm), medio-cubitale basale (bm-cu) e medio-cubitale discale (dm-cu) presenti, le prime due brevi, la terza più o meno lunga quanto il tratto terminale del ramo CuA1: in Euthychaeta, infatti, la vena dm-cu ha una posizione più distale rispetto a quella assunta nell'ala di Campichoeta. Presenti e ben delimitate la cellula discale (dm), la seconda basale (bm) e la cup: la prima è piuttosto lunga, in particolare in Euthychaeta, le altre sono piccole e confinate nella parte basale dell'ala. La cellula cup, in particolare, ha un apice acuto per la conformazione angolata della vena CuA2.
| Campichoeta | Euthychaeta |
| Schema della nervatura alare Fratture costali: sb: frattura subcostale. Nervature longitudinali: C: costa; Sc: subcosta; R: radio; M: media; Cu: cubito; A: anale. Nervature trasversali: h: omerale; r-m: radio-mediale; bm-cu: medio-cubitale basale; dm-cu: medio-cubitale discale. Cellule: br: 1ª basale; bm: 2ª basale; dm: discale; cup: cellula cup. |             |

L'addome è lungo e cilindrico, composto da sei uriti apparenti. Nel maschio, gli uriti terminali sono piccoli e si ripiegano sotto l'addome, dando un profilo arrotondato all'estremità dell'addome. Nella femmina, la parte terminale dell'addome è affusolata, con gli uriti terminali organizzati a formare un breve ovopositore di sostituzione parzialmente retrattile. Carattere morfoanatomico di particolare importanza ai fini tassonomici è la presenza di un paio di un paio di spermateche fortemente sclerificate oltre ad un ricettacolo ventrale debolmente sclerificato. Questo carattere si differenzia dai Diastatidae, che presentano invece un ricettacolo ventrale fortemente sclerificato e sono invece privi di spermateche sclerificate.

### Stadi giovanili
La conoscenza degli stadi giovanili è incerta, in quanto si dispone di una sintetica descrizione di una larva che Hennig (1952) attribuì alla specie Campichoeta punctum. Di questo esemplare non si hanno tuttavia informazioni sulla provenienza e sull'effettiva identificazione. La larva è apoda e priva di appendici e aree ambulacrali.

## Biologia
Secondo Hennig (1952) la presunta larva di Campichoeta punctum si svilupperebbe nel legno marcescente, ma non si hanno segnalazioni relative ad associazioni degli adulti con questo substrato, perciò è probabile che il regime dietetico sia genericamente saprofago.
Gli adulti frequentano ambienti forestali umidi e si rinvengono generalmente nella vegetazione bassa. Non si hanno informazioni in merito al regime dietetico e al comportamento.

## Sistematica e filogenesi
L'inquadramento sistematico dei Campichoetidae è controverso. Storicamente, questo gruppo sistematico è stato per lungo tempo compreso nella famiglia dei Diastatidae e tale inquadramento ha trovato, più recentemente, un supporto anche dalla cladistica. Tuttavia negli ultimi decenni si è diffuso l'orientamento di separare i Campichoetidae dai Diastatidae, per quanto questa interpretazione non sia del tutto condivisa.
Fino agli anni settanta era pressoché condivisa l'accezione estesa della famiglia dei Diastatidae, comprendente i generi Diastata, Campichoeta ed Euthychaeta e il genere estinto Pareuthychaeta. Griffiths (1972), in base alle caratteristiche delle spermateche e del ricettacolo ventrale, spostò il genere Diastata negli Ephydridae e istituì la nuova famiglia Campichoetidae, comprendente gli altri generi dei Diastatidae sensu lato.
La revisione sistematica di Griffiths non trovò alcun supporto per lungo tempo: Hennig (1973) considerò la famiglia dei Diastatidae sensu lato come gruppo monofiletico. Papp (1984) trattò la famiglia dei Diastatidae sensu lato ripartendola in due sottofamiglie, Campichoetinae e Diastatinae. McAlpine (1987, 1989) respinse la tesi di Griffiths sostenendo la monofilia dei Diastatidae sensu lato sulla base di varie autapomorfie alternative.
Negli stessi anni, Chandler (1987) propose il mantenimento del genere Diastata nella famiglia Diastatidae sensu stricto e lo spostamento degli altri generi in una famiglia distinta, Campichoetidae.
L'impostazione tassonomica di McAlpine (1987, 1989) ha trovato supporto da parte di Stackelberg (1988), Barraclough (1992), Evenhuis (1994), Oosterbroek (1998), Sabrosky (1999), Yeates & Wiegmann (2005, 2007), che in modo più o meno esplicito adottano un'accezione estesa della famiglia Diastatidae. L'inquadramento della famiglia Diastatidae sensu lato ricorre inoltre nel Tree of Life Web Project, nel BioSystematic Database of World Diptera, nel Biological Library e nel catalogo della fauna italiana di Stoch.
A favore dell'impostazione di Chandler (1987) si sono mostrati invece Grimaldi (1990), Sidorenko (1992), Papp (2005), Papp et al. (2006), Máca (2006, 2009), i quali hanno formalmente distinto i Campichoetidae dal genere Diastata. Lo stesso Chandler, nel Manual of Palaearctic Diptera (1998), rafforza la sua tesi entrando nel merito della divergenza con lo schema di McAlpine e tratta i Campichoetidae come famiglia distinta. La distinzione fra Diastatidae e Campichoetidae ricorre nell'Integrated Taxonomic Information System e nel catalogo di Fauna Europaea. Va comunque precisato che il catalogo Fauna Europaea si avvale della consulenza scientifica di Chandler per la sezione relativa ai Diastatidae e ai Campichoetidae.
Dal punto di vista filogenetico i lavori più significativi, nella letteratura più recente, sono quelli di McAlpine (1989) e Grimaldi (1990), fra i quali si evidenzia una netta divergenza in merito alla definizione delle relazioni nell'ambito dell'intera superfamiglia degli Ephydroidea, oltre alla posizione dei Diastatidae sensu stricto in rapporto ai Campichoetidae e agli Ephydridae. In sostanza, l'albero filogenetico di Grimaldi giustifica lo scorporo dei Campichoetidae dai Diastatidae, mentre quello di McAlpine sostiene l'aggregazione in un'unica famiglia:
|  | Drosophilidae+Camillidae                                              |
|  |                                                                       |
|  | \| \| Ephydridae \| \| \| \| \| \| Diastatidae sensu lato \| \| \| \| |
|  |                                                                       |
|  | Ephydridae                                                            |
|  |                                                                       |
|  | Diastatidae sensu lato                                                |
|  |                                                                       |

|  | Ephydridae             |
|  |                        |
|  | Diastatidae sensu lato |
|  |                        |

|  | Drosophilidae+Camillidae                                              |
|  |                                                                       |
|  | \| \| Ephydridae \| \| \| \| \| \| Diastatidae sensu lato \| \| \| \| |
|  |                                                                       |
|  | Ephydridae                                                            |
|  |                                                                       |
|  | Diastatidae sensu lato                                                |
|  |                                                                       |

|  | Ephydridae             |
|  |                        |
|  | Diastatidae sensu lato |
|  |                        |

|  | Drosophilidae+Camillidae                                              |
|  |                                                                       |
|  | \| \| Ephydridae \| \| \| \| \| \| Diastatidae sensu lato \| \| \| \| |
|  |                                                                       |
|  | Ephydridae                                                            |
|  |                                                                       |
|  | Diastatidae sensu lato                                                |
|  |                                                                       |

|  | Ephydridae             |
|  |                        |
|  | Diastatidae sensu lato |
|  |                        |

|  | Drosophilidae+Camillidae                                              |
|  |                                                                       |
|  | \| \| Ephydridae \| \| \| \| \| \| Diastatidae sensu lato \| \| \| \| |
|  |                                                                       |
|  | Ephydridae                                                            |
|  |                                                                       |
|  | Diastatidae sensu lato                                                |
|  |                                                                       |

|  | Ephydridae             |
|  |                        |
|  | Diastatidae sensu lato |
|  |                        |

|  | Curtonotidae+Drosophilidae |
|  |                            |

|  | \| \| Ephydridae+Camillidae \| \| \| \| \| \| Diastatidae \| \| \| \| |
|  |                                                                       |
|  | Campichoetidae                                                        |
|  |                                                                       |
|  | Ephydridae+Camillidae                                                 |
|  |                                                                       |
|  | Diastatidae                                                           |
|  |                                                                       |

|  | Ephydridae+Camillidae |
|  |                       |
|  | Diastatidae           |
|  |                       |

|  | Curtonotidae+Drosophilidae |
|  |                            |

|  | \| \| Ephydridae+Camillidae \| \| \| \| \| \| Diastatidae \| \| \| \| |
|  |                                                                       |
|  | Campichoetidae                                                        |
|  |                                                                       |
|  | Ephydridae+Camillidae                                                 |
|  |                                                                       |
|  | Diastatidae                                                           |
|  |                                                                       |

|  | Ephydridae+Camillidae |
|  |                       |
|  | Diastatidae           |
|  |                       |

|  | Curtonotidae+Drosophilidae |
|  |                            |

|  | \| \| Ephydridae+Camillidae \| \| \| \| \| \| Diastatidae \| \| \| \| |
|  |                                                                       |
|  | Campichoetidae                                                        |
|  |                                                                       |
|  | Ephydridae+Camillidae                                                 |
|  |                                                                       |
|  | Diastatidae                                                           |
|  |                                                                       |

|  | Ephydridae+Camillidae |
|  |                       |
|  | Diastatidae           |
|  |                       |

|  | Curtonotidae+Drosophilidae |
|  |                            |

|  | \| \| Ephydridae+Camillidae \| \| \| \| \| \| Diastatidae \| \| \| \| |
|  |                                                                       |
|  | Campichoetidae                                                        |
|  |                                                                       |
|  | Ephydridae+Camillidae                                                 |
|  |                                                                       |
|  | Diastatidae                                                           |
|  |                                                                       |

|  | Ephydridae+Camillidae |
|  |                       |
|  | Diastatidae           |
|  |                       |

## Generi e specie
La famiglia comprende solo 13 specie viventi, classificate in due generi, oltre a due specie fossili, a loro volta classificate in un genere estinto:
- Campichoeta Macquart, 1835 (= Thryptocheta Rondani, 1856):
  - C. aurascutellata (Takada & Momma, 1975)
  - C. edwardsi Barraclough, 1992
  - C. flavicauda Papp, 2006
  - C. fumigata Duda, 1934
  - C. grandiloba McAlpine, 1962
  - C. griseola (Zetterstedt, 1855)
  - C. latigena McAlpine, 1962
  - C. natalensis Barraclough, 1992
  - C. obscuripennis (Meigen, 1830)
  - C. punctum (Meigen, 1830)
  - C. spinicauda Papp, 2005
  - C. zernyi Duda, 1934
- Euthychaeta Loew, 1864:
  - E. spectabilis (Loew, 1864)

Come si è detto, la famiglia comprende anche il genere estinto Pareuthychaeta Hennig, 1965, con le due specie fossili P. electrica Hennig, 1965, e P. minuta (Meunier, 1904). Entrambi i fossili sono stati rinvenuti nell'ambra baltica e risalgono al periodo corrispondente alla fine dell'Eocene e all'inizio dell'Oligocene.

## Distribuzione
I Campichoetidae hanno una distribuzione prevalentemente paleartica con estensione dell'areale alle regioni orientale, neartica e afrotropicale. Non si hanno invece segnalazioni in merito alla presenza della famiglia nell'ecozona neotropicale e in quella australasiana. Per quanto concerte il genere Campichoeta, una sola specie, C. griseola, ha distribuzione oloartica; altre cinque specie hanno il loro areale esclusivamente nel Paleartico e solo una esclusivamente nel Neartico. Il quadro della distribuzione è completato dalla presenza di tre specie nella regione orientale e due nella regione afrotropicale. L'unica specie del genere Euthychaeta è invece esclusivamente paleartica.
In Europa sono presenti entrambi i generi, con sette specie: oltre ad E. spectabilis sono infatti presenti tutte le specie paleartiche (C. fumigata, C. grandiloba, C. obscuripennis, C. punctum e C. zernyi) e l'oloartica C. griseola.
In Italia sono segnalate solo quattro specie: C. griseola, C. obscuripennis, C. punctum e E. spectabilis. Nessuna specie è segnalata nell'Italia insulare.